# Fosfato di potassio
Il fosfato di potassio è il sale di potassio dell'acido fosforico, è usato nell'industria alimentare come aditivo emulsionante ed anche come regolatore di acidità, agente umidificante, agente lievitante, agente sequestrante, stabilizzante o addensante.
A temperatura ambiente si presenta come un solido bianco inodore. È un composto che causa irritazione della pelle.